# Adrara San Martino
Adrara San Martino – miejscowość i gmina we Włoszech, w regionie Lombardia, w prowincji Bergamo.
Według danych na styczeń 2009 gminę zamieszkiwało 2150 osób przy gęstości zaludnienia 171,6 os./km².

## Bibliografia

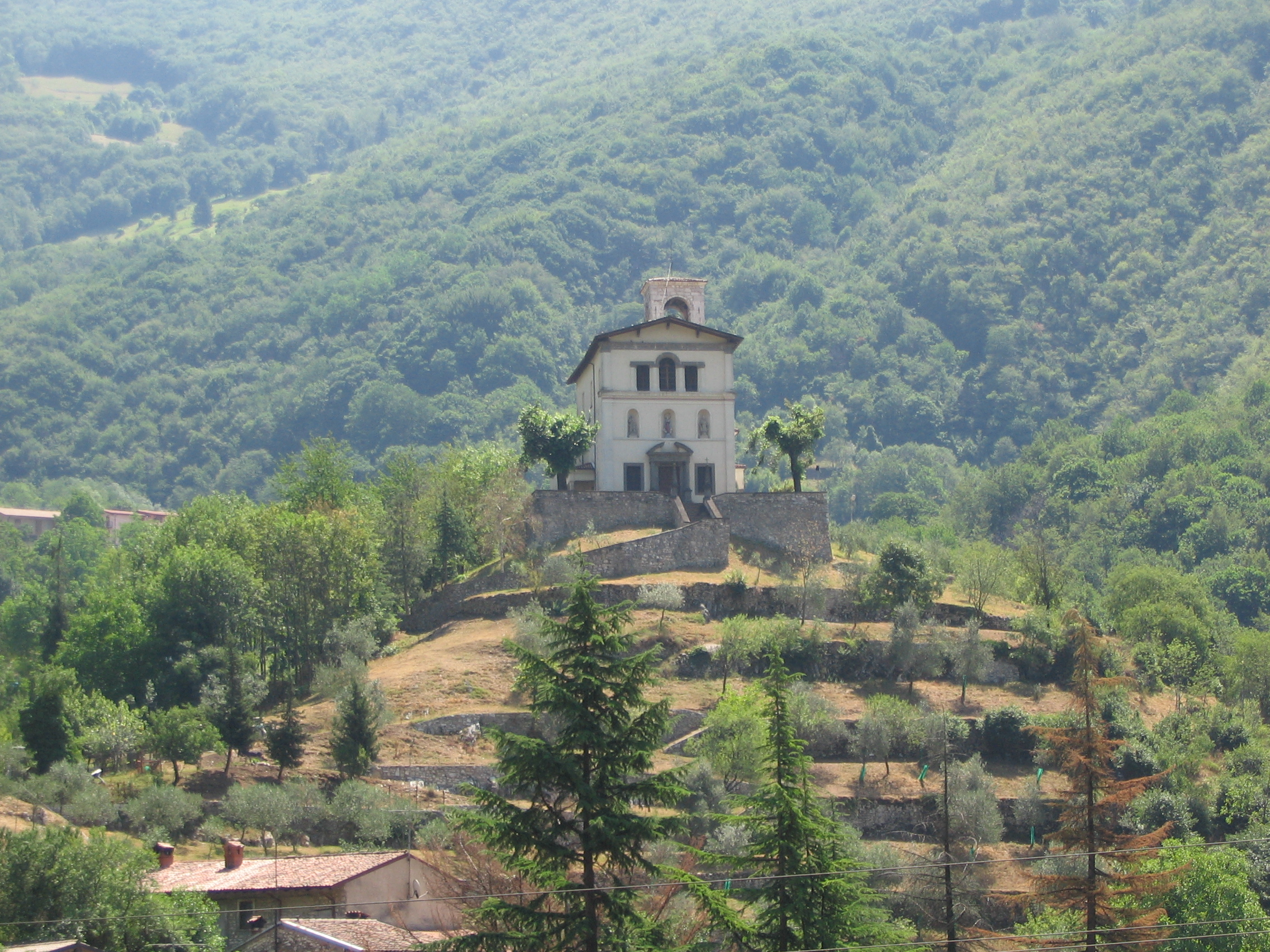